# José Damián Bogas Gálvez
José Damián Bogas Gálvez (Madrid, 1955) es un ingeniero y directivo español, consejero delegado de Endesa y presidente de Enel Green Power España, Endesa Medios y Sistemas, Endesa Red y GESA y consejero del consejo del Operador del Mercado Ibérico de Energía-Polo Español.
Bogas, casado y padre de dos hijas, cursó estudios de ingeniería industrial en ICAI, la Escuela Superior Industrial de la Universidad Pontificia Comillas en Madrid.

## Carrera
Sus inicios profesionales estuvieron vinculados a la informática en una filial ferroviaria de Westinghouse y posteriormente en ERIA. En 1982 se incorporó a Endesa y desde entonces su carrera profesional la ha desarrollado en esta compañía.
De 1985 a 1988 ejerce como vocal asesor del MINEO (Ministerio de Industria y Energía) trabajando en el diseño del Marco Legal Estable, modelo regulatorio del mercado eléctrico español vigente entre 1988 y 1997.
En 2004 es nombrado director general de Endesa España y Portugal, cargo que ejerce hasta que en 2014 es nombrado consejero delegado.
Bogas es vicepresidente de la Fundación Endesa y vicepresidente Honorario y miembro de la Junta Directiva del Club Español de la Energía, además de miembro de la junta directiva de AELEC.
Partidario de la descarbonización del sistema eléctrico mediante la apuesta por las renovables, y a pesar de que se ha mostrado alineado con el cierre de centrales nucleares acordado con el Gobierno de España, Bogas defiende el papel de la energía nuclear en la transición energética, pronunciándose a favor de que el gobierno rebaje los impuestos que gravan la producción de las centrales nucleares en el contexto de crisis energética.
En diciembre de 2020 Bogas se muestra públicamente a favor de la propuesta del Gobierno para la creación del Fondo Nacional para la Sostenibilidad del Sistema Eléctrico (FNSSE), declarando que se trata de un instrumento "fundamental para conseguir la descarbonización del sistema energético", destacando que "permitirá corregir el desequilibrio una de las facturas más caras de Europa por el peso de los costes, y combustibles con una fiscalidad muy inferior a la de la media europea", con el fin de evitar "que el consumidor asuma en sus facturas el coste de desarrollo de las renovables y la cogeneración. Costes con los que no debería cargar el consumidor de electricidad exclusivamente porque obedecen a la necesidad de descarbonizar nuestra energía".
A partir de la crisis de precios de las materias primas energéticas desatada en el verano de 2021, Bogas adopta un papel activo señalando al precio del gas como responsable fundamental de la subida de precios. Demanda además al gobierno reformar la tarifa eléctrica regulada en España para proteger a los clientes de la volatilidad del mercado mayorista diario, demandando acciones para atajar las subidas de precio de la energía y solicitando el ajuste de primas a la retribución a las renovables.
En mayo de 2022, José Bogas alerta acerca de la denominada excepción ibérica, mecanismo aprobado por los gobiernos de España y Portugal para la limitación del precio del gas en la península ibérica, indicando que si bien considera que puede contribuir a reducir la factura, puede conllevar al mismo tiempo una distorsión de los precios de la energía o del consumo del gas.